# Earth First!

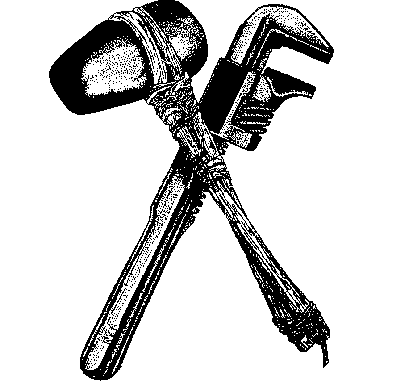
Logo von Earth First!

Earth First! ist ein internationales Netzwerk von radikalen Umweltgruppen, die vor allem durch spektakuläre direkte Aktionen auf sich aufmerksam machten.
Es gibt Earth-First!-Gruppen nach deren eigenen Angaben in Großbritannien, den USA, den Niederlanden, Belgien, der Tschechischen Republik, Kanada, Australien, Nigeria, Italien, Mexiko, der Slowakischen Republik und auf den Philippinen.

## Ursprung
Earth First entstand um 1979 im Südwesten der USA. Inspiriert von Rachel Carsons Silent Spring (1962), Aldo Leopolds Land Ethic (1949) und Edward Abbeys The Monkey Wrench Gang (1975), plädierte eine Gruppe von Aktivisten für No Compromise in Defense of Mother Earth! (Kein Kompromiss bei der Verteidigung von Mutter Erde).
Inspiriert wurde es durch den US-Umweltaktivisten Dave Foreman (1947–2022), der bis dahin Umweltgutachter und aktives Mitglied der Wilderness Society war. Foreman ließ sich nach eigenen Angaben von der Novelle The Monkey Wrench Gang inspirieren. Der verstellbare Schraubenschlüssel (engl. monkey wrench) wurde zum Symbol für Sabotage und zu einem Teil des Logos von Earth First!.

## Grundsatzerklärung
In der ersten von David Foreman im Jahr 1980 formulierten Grundsatzerklärung von Earth First! wurden folgende Prinzipien festgehalten:
- Die Wildnis hat ein Existenzrecht aus sich selbst heraus.

- Alle Lebensformen – vom Virus bis zu den großen Walen – haben ein inhärentes und gleiches Daseinsrecht.

- Die Menschheit ist nicht größer als jede andere Lebensform und hat keinen legitimen Anspruch darauf, die Erde zu beherrschen

- Die Menschheit bedroht durch Überbevölkerung, Anthropozentrismus, Industrialisierung, exzessiven Energieverbrauch/Ressourcenabbau, Staatskapitalismus, Vaterfigurenhierarchien, Imperialismus, Umweltverschmutzung und Zerstörung natürlicher Gebiete die grundlegenden Lebensprozesse der Erde

- Alle menschlichen Entscheidungen sollten zuerst die Erde und dann die Menschheit berücksichtigen

- Der einzig wahre Test der Moral ist, ob eine Handlung – ob individuell, sozial oder politisch – der Erde zugutekommt

- Die Menschheit wird glücklicher, gesünder, sicherer und wohler in einer Gesellschaft, die die wahre biologische Natur des Menschen anerkennt und in dynamischer Harmonie mit der gesamten Biosphäre steht

- Politische Kompromisse haben keinen Platz in der Verteidigung der Erde

- Die Erde ist Göttin und das eigentliche Objekt der menschlichen Anbetung

## Earth First seit 1990
Es wurde als Ziel aller Aktionen bezeichnet, die Zerstörung der Natur aufzuhalten.
Das Handeln innerhalb der Earth-First!-Bewegung wurde oder wird durch anarchistische Ideen beeinflusst. Der Wandel brachte in verschiedenen Regionen einen Wechsel des primären Medienorgans, Aversionen gegen eine organisierte Führung oder eine Verwaltungsstruktur und einen neuen Trend der Identifikation von Earth First! als eher eine offene Bewegung als eine Organisation. Der Ruck von Earth First! in Richtung offene Bewegung 1992 brachte Mitglieder, die sich weigerten, kriminelle Aktionen einzustellen, dazu, die militante Organisation Earth Liberation Front zu gründen.
Die meisten Mitglieder von Earth First! tendieren zu einem dezentralisierten, lokal informierten Aktivismus, der auf einer gemeinschaftlichen Ethik basiert, während Earth First!-Gegner die Gruppen bezichtigen, sich einer Form des Terrorismus zu bedienen.
Earth-First!-Gruppen organisieren politische Graswurzelaktionen. Die Aktionen können legal sein (z. B. Proteste, Aufrufe und Aufklärungskampagnen), in Form von zivilem Ungehorsam ausgeübt werden (z. B. Baumbesetzungen, Feldbesetzungen, Ankettung an Baufahrzeuge und Straßenblockaden) oder illegal sein.
Auch Solidaritätsaktionen mit von Lebensraumzerstörung betroffenen Indigenen sind Teil der Earth-First!-Aktionen, wie z. B. die Kampagne South Pacific Solidarity mit Indigenen auf Westpapua.

## Selbstverständnis
Earth First! glaubt nicht, dass über Führer, Regierungen oder Firmen die Natur effektiv geschützt werden kann. Für sie ist die direkte Aktion das zentrale Mittel, um die Zerstörung der Natur zu bekämpfen. Earth First! versteht sich dabei als loses Netzwerk von Individuen, Gruppen und Kampagnen, die für ökologische direkte Aktionen zusammenarbeiten und nicht hierarchisch organisiert sind. Der Name Earth First! kann von allen verwendet werden, die sich dieser Mentalität nahe fühlen.

## Aktionen
Aktionsformen von Earth First! waren unter anderem:
- Blockade von Zufahrten und Geräten
- Eintreiben von langen Nägeln in Bäume (tree spiking) zum Schutz gegen das Fällen mit Motorsägen
- Entfernen von Vermessungsmarkierungen für (Straßen-)Bauprojekte
- Sabotage von Baumaschinen, etwa Einfüllen von Sand in Tanks oder Durchschneiden von Hydraulikkabeln
- Umkippen von Skilift-Masten

Oberster Grundsatz ist es nach eigenen Angaben, Menschen nicht zu verletzen. Aktionen werden teilweise hinterher bekannt gemacht.